# Großer Tullnerfelder Rundwanderweg

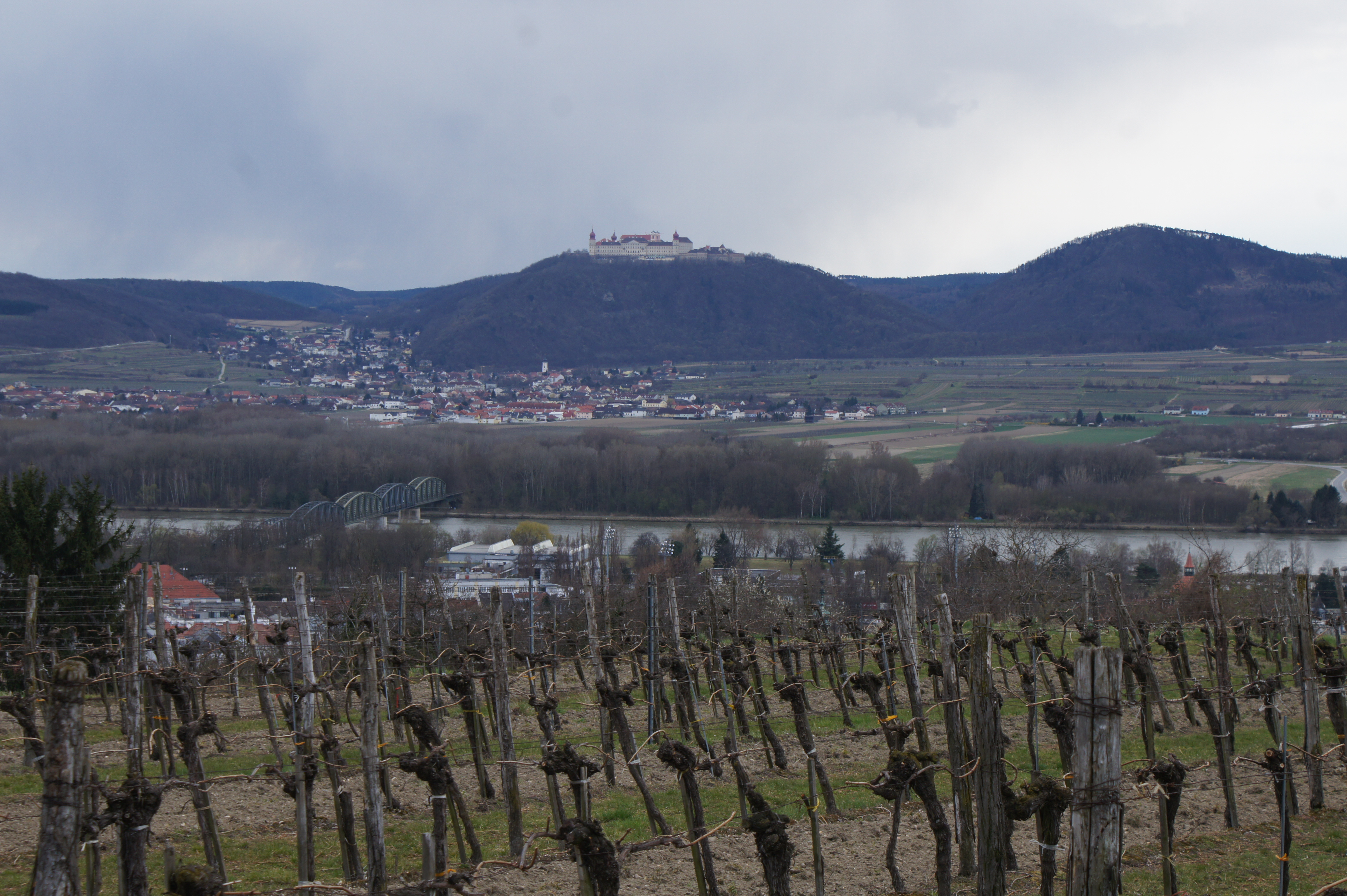
Blick über die Donau zu Stift Göttweig

Der Große Tullnerfelder Rundwanderweg ist ein Wanderweg in Österreich. Er verläuft zur Gänze im Bundesland Niederösterreich und führt durch die landwirtschaftlich genutzten Ebenen des Tullnerfelds, den vom Weinbau geprägten Wagram, den nördlichen Wienerwald sowie die östliche Wachau.
Der Weg weist eine Länge von rund 200 Kilometern sowie keinerlei alpine Schwierigkeiten auf. Für seine vollständige Durchwanderung sind etwa acht bis zehn Tage zu veranschlagen.

## Wegverlauf
Im zugehörigen Wanderführer des Österreichischen Alpenvereins ist der Weg in 24 Etappen gegliedert, welche jedoch nicht als Tagesetappen zu verstehen sind, sondern durch die einzelnen Einkehr- und Nächtigungsmöglichkeiten vorgegeben werden und je nach persönlicher Kondition und Vorliebe kombiniert werden können.
Südlich der Donau
Der Rundwanderweg nimmt am Bahnhof in Tulln seinen Ausgang und verläuft vorerst in östlicher Richtung bis nach Greifenstein im Gemeindegebiet von St. Andrä-Wördern. Dort dreht der Weg nach Südwesten, erreicht bei der Leopold-Figl-Warte am Tulbinger Kogel seinen höchsten Punkt. Über Ried am Riederberg und Sieghartskirchen wird schließlich Mautern an der Donau erreicht.
Im Detail verläuft die Route wie folgt: Tulln an der Donau – Langenlebarn – Muckendorf – Zeiselmauer – St. Andrä-Wördern – Greifenstein – Hadersfeld – Lourdesgrotte im Wienerwald – Hagenbachklamm – Unterkirchbach – Hainbuch – Leopold-Figl-Warte am Tulbinger Kogel – Hirschengarten – Ried am Riederberg – Weinzierl – Auberg – Sieghartskirchen – Henzing – Judenau – Pixendorf – Rust im Tullnerfeld – Atzenbrugg – Heiligenreich – Waldandacht – Sitzenberg – Traismauer – Wagram ob der Traisen – Krustetten – Tiefenfucha – Furth – Mautern an der Donau.
Nördlich der Donau
Von Stein an der Donau wird über die Donauwarte – nun wieder nach Osten – nach Krems gewandert. Über Kirchberg am Wagram, Absdorf und Hausleiten gelangt man nach Stockerau, von wo der Weg zurück nach Tulln führt. Dieser Wegteil weist nur geringe Höhenunterschiede auf.
Der genaue Wegverlauf in diesem Abschnitt lautet: Stein an der Donau – Donauwarte – Egelsee – Krems an der Donau – Altweiding – Haitzendorf – Grafenegg – Wagram am Wagram – Fels am Wagram – Türntal – Engelmannsbrunn – Kirchberg am Wagram – Unterstockstall – Königsbrunn am Wagram – Absdorf – Stetteldorf am Wagram – Eggendorf am Wagram – Gaisruck – Hausleiten – Goldgeben – Stockerau – In der Au – Unterzögersdorf – Oberzögersdorf – Schmida – Zaina (Gemeinde Hausleiten) – Perzendorf – Tulln an der Donau.

## Markierung
Nördlich der Donau ist der Weg mit der Wegnummer 675 bezeichnet, südlich davon mit 475. Die farbigen Markierungszeichen sind in rot-weiß-rot gehalten.
Der Verlauf des Großen Tullnerfelder Rundwanderweges wurde ursprünglich durch den EVG-Wanderclub Tulln festgelegt, nach dessen Auflösung wurde die Wegbetreuung 1999 an die Sektion Weitwanderer des Österreichischen Alpenvereins übergeben. Nach der Absolvierung des gesamten Weges kann dort gegen Vorweis der eingeholten Kontrollstempel ein Abzeichen bezogen werden.